# Carsoli

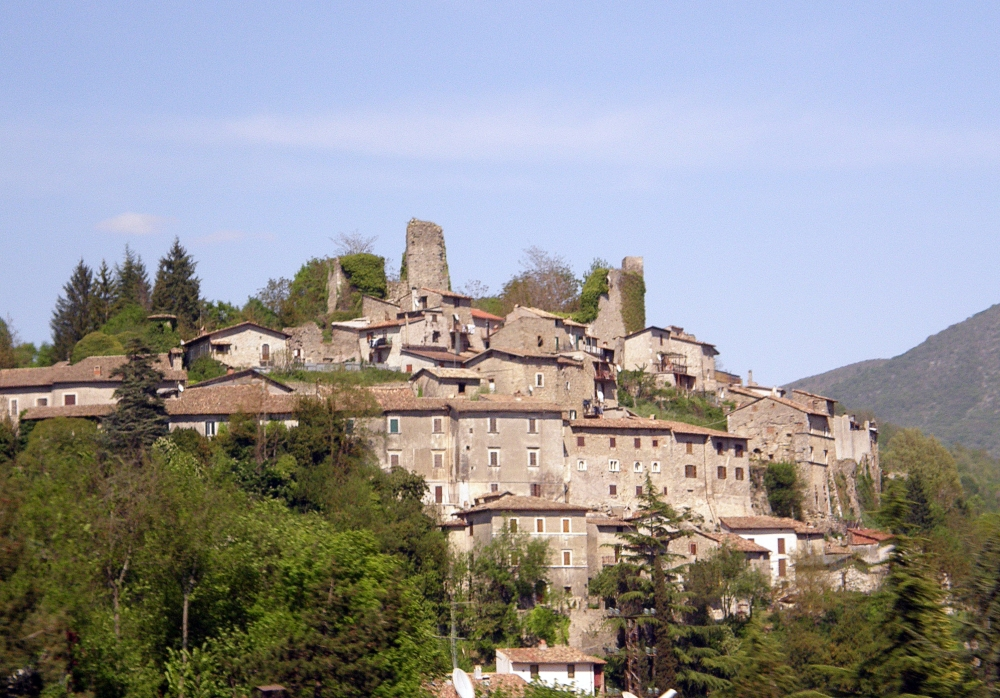
Carsoli

Carsoli is een gemeente in de Italiaanse provincie L'Aquila (regio Abruzzen) en telt 5235 inwoners (31-12-2004). De oppervlakte bedraagt 95,2 km², de bevolkingsdichtheid is 54 inwoners per km².
De volgende frazioni maken deel uit van de gemeente: Tufo, Pietrasecca, Poggio Cinolfo, Villaromana, Montesabinese, Colli di Montebove.

## Demografie
Carsoli telt ongeveer 2262 huishoudens. Het aantal inwoners steeg in de periode 1991-2001 met 0,4% volgens cijfers uit de tienjaarlijkse volkstellingen van ISTAT.
| Jaar | Inwoneraantal |
| ---- | ------------- |
| 1991 | 5068          |
| 2001 | 5086          |

## Geografie
De gemeente ligt op ongeveer 616 m boven zeeniveau. Carsoli grenst aan de volgende gemeenten: Collalto Sabino (RI), Nespolo (RI), Oricola, Pereto, Pescorocchiano (RI), Sante Marie, Tagliacozzo, Turania (RI), Vivaro Romano (RM).